# Recepcionista
Recepcionista és la persona que atén els usuaris d'un edifici o lloc destinat a aquest fi; ha de proporcionar tot tipus d'informació i assistència; generalment ha sigut entrenada o coneix alguna de les ciències secretarials. La zona dedicada a la utilització d'aquesta professió es denomina Recepció. El recepcionista pot anar uniformat en alguns llocs, mentre que en altres pot vestir de forma casual. Segons la seva especialitat, les feines que pot arribar a realitzar varien significativament.

## Tasques pròpies de recepcionista
- Manipulació de programes de gestió: bases de dades, central telefònica, central de tv, etc
- Manipulació de Fax
- Atenció telefonica
- Canvi de divisa
- Traducció de documents a altres idiomes
- Control de cameres de televisió de circuit tancat
- Resolució de queixes
- Participar en cursets promocionats per l'organització o empresa
- Manipulació de radiotransmissors
- Control de claus
- Gestió de claus electròniques

## Recepcionista d'hotel
Els recepcionistes poden anar uniformats, parlen com a mínim un segon idioma, proporcionen tot tipus d'informació, des d'excursions, horaris de missa, farmàcies de guàrdia, contacte amb un metge d'urgència, fins a trucades a l'aeroport o altres hotels de la zona per a resoldre un conflicte. Alguns d'aquests conflictes consisteixen a allotjar a uns clients inesperats a l'habitació i categoria que havien abonat a la seva contractació a l'agència de viatges. Els recepcionistes són considerats dins de l'hostaleria com, la targeta de presentació de l'hotel.
Un recepcionista manipula bases de dades, imprimeix llistats i proporciona informació actualitzada cada dia o sota requeriment als caps de cada departament de l'hotel, cap de cuina, governanta, cap de bar i menjador. Al mateix temps gestionen reserves de clients i proporcionen al director de l'hotel informació comptable anomenada mà corrent.